# Nederland op het wereldkampioenschap voetbal 1990
Nederland was een van de 24 deelnemende landen op het Wereldkampioenschap voetbal 1990 in Italië. Nederland won geen enkele groepswedstrijd en werd uitgeschakeld door West-Duitsland in de achtste finale (2-1).

## Kwalificatie
Nederland werd samen met West-Duitsland, Finland en Wales ingedeeld in groep 4.

### Kwalificatieduels van Nederland
| 14 september 1988 | Nederland      | 1 – 0 | Wales          |
| 19 oktober 1988   | West-Duitsland | 0 – 0 | Nederland      |
| 26 april 1989     | Nederland      | 1 – 1 | West-Duitsland |
| 31 mei 1989       | Finland        | 0 – 1 | Nederland      |
| 11 oktober 1989   | Wales          | 1 – 2 | Nederland      |
| 15 november 1989  | Nederland      | 3 – 0 | Finland        |

### Eindstand in groep 4
| Land           | Wed | Win | Gel | Ver | DV | DT | +/− | Pnt |
| -------------- | --- | --- | --- | --- | -- | -- | --- | --- |
| Nederland      | 6   | 4   | 2   | 0   | 8  | 2  | 6   | 10  |
| West-Duitsland | 6   | 3   | 3   | 0   | 13 | 3  | 10  | 9   |
| Finland        | 6   | 1   | 1   | 4   | 4  | 16 | -12 | 3   |
| Wales          | 6   | 0   | 2   | 4   | 4  | 8  | -4  | 2   |

## Trainerswissel

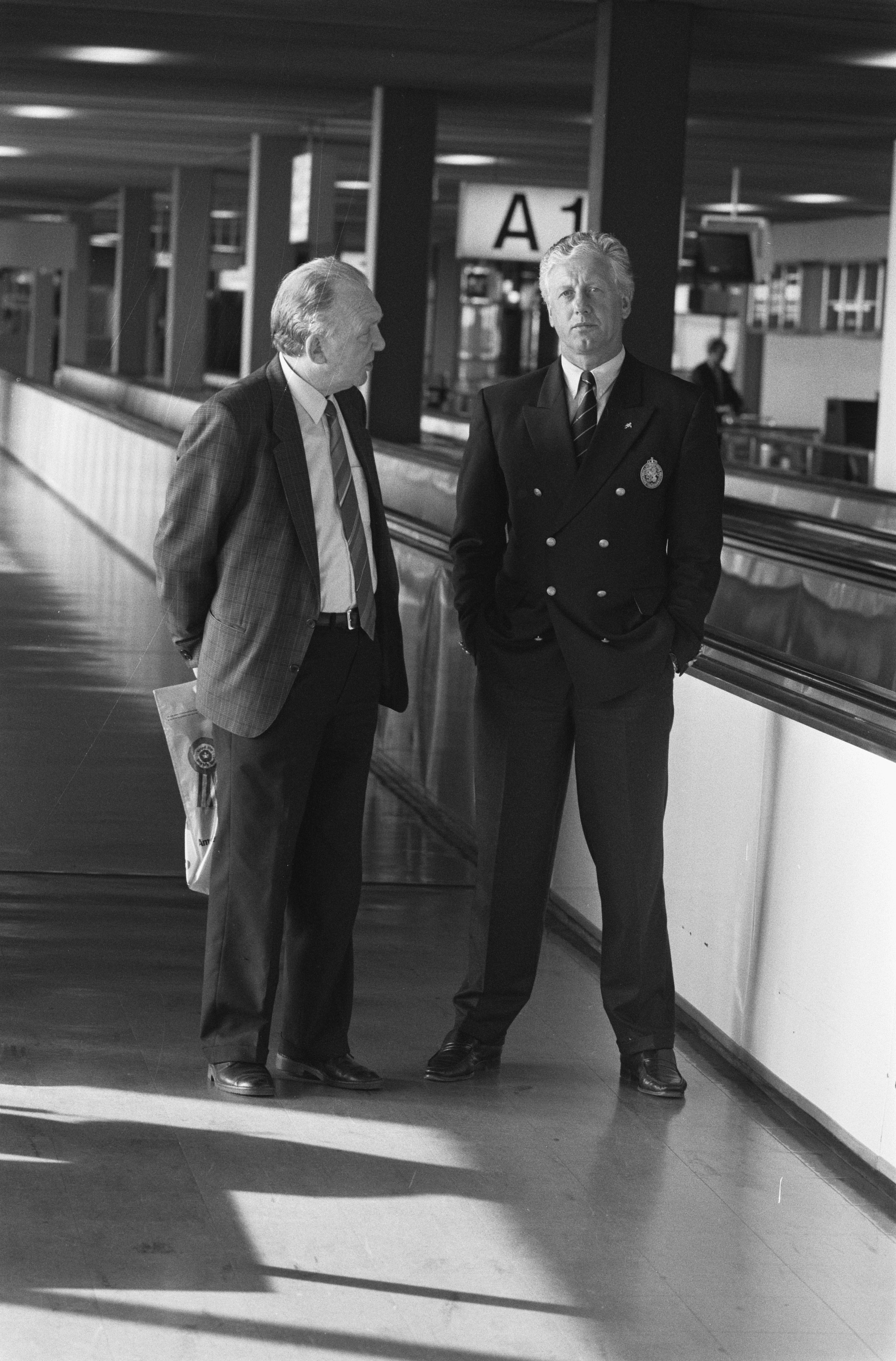
Bondscoach Thijs Libregts (rechts) in gesprek met KNVB-voorzitter Jo van Marle (1989).

In de zomer van 1988 werd Nederland verrassend Europees kampioen in West-Duitsland door in de finale met 2-0 van Sovjet-Unie te winnen. Een half jaar voor die Europese titel werd Thijs Libregts aangetrokken, omdat Rinus Michels na het EK zou vertrekken naar Bayer Leverkusen. Op dat moment was Oranje nog geen topploeg. De drie voorgaande toernooien (WK 1982, EK 1984 en WK 1986) waren gemist en de vooruitzichten voor het EK waren ongewis. Veel kanshebbers of gegadigden waren er niet.
Toen Libregts in augustus 1988 begon werd een interview opgerakeld dat hij als coach van Feyenoord in 1984 had gegeven aan de Volkskrant. Feyenoord-trainer Thijs Libregts zegt op vragen van Frans Ensink het volgende over de jonge sterspeler Ruud Gullit: “Zijn spel van vorig seizoen was niet om over naar huis te schrijven. Hij kent nu minder pieken en dalen. Behalve dan onder abominabele omstandigheden zoals tegen Helmond Sport en Groningen. Hij zou dan à la Hoekstra moeten doorbijten maar dat ligt niet in zijn aard. Dan zie je hem ook helemaal niet meer. Ik hoop dat zijn mentaliteit goed blijft, het zwarte ras, weet je. Ik heb hem gezegd dat hij zoals hij vorig jaar presteerde geen topclub-speler was. Cruijff en Van Hanegem hebben hem dat nogmaals in hun taal overgebracht. Je moet aan de bak en aan je conditie werken, zeiden ze. Die vonken moesten niet doven in het dijbeen. Hij voelt zich nu geroepen de kar te trekken. De opkomst van Gullit was uiterst belangrijk.”
Gullit heeft er destijds maar ook later verschillende gesprekken over met Libregts en de bondscoach heeft nooit het idee dat het een samenwerking in de weg staat. Ook Gullit zelf zegt meerdere malen in interviews dat het voor hem geen thema meer is. Desondanks voert met name Gullit, die zelf nota bene vanwege een knieblessure amper speelt in de kwalificatie, een campagne tegen Libregts. Ondanks de directe plaatsing voor het WK komt de bondscoach zo toch onder vuur te liggen. Dat speelt een belangrijke rol in het uiteindelijke vertrek van de 49-jarige Libregts. Libregts werd door de spelersgroep weggestemd en sleepte nadien de KNVB voor de rechter om zijn oude baan terug te krijgen. Libregts verloor de zaak, maar inmiddels was wel het gevoel gecreëerd dat de spelers het voor het zeggen hadden bij de keuze voor een nieuwe bondscoach.
Tijdens de stemming eind maart 1990 in het Hilton op Schiphol komen ook de mogelijke kanshebbers om Libregts op te volgen aan bod, dat waren Johan Cruijff (toenmalig coach van FC Barcelona), Aad de Mos (toenmalig coach van KV Mechelen) en Leo Beenhakker (toenmalig coach van Ajax). De spelers zelf organiseren een stemming waarbij een meerderheid voor Cruijff kiest maar meerdere spelers ook liever Beenhakker of De Mos zien komen. Een reconstructie van auteur John Swelsen over de totstandkoming van de keuze laat zien dat Cruijff om meerdere redenen geen optie was.
Rinus Michels, sectieheer technische zaken van de KNVB, had zijn keuze voor Beenhakker al eerder bepaald, omdat met Libregts al werd onderhandeld om zelf op te stappen en dan zou de Ajax-coach meteen worden benoemd. Beenhakker stelde later dat hij de opdracht niet had mogen aanvaarden, omdat hij wist dat het een kansloze missie zou worden.
Op het WK 1990 presteerde Nederland, dat twee jaar eerder nog Europees kampioen was geworden, ondermaats. Oranje werd in de tweede ronde uitgeschakeld na een duel tegen West-Duitsland dat ontsierd werd door een spuugincident met Frank Rijkaard. Later doken er verscheidene verhalen op die verklaarden waarom de spelersgroep de hoge verwachtingen niet had ingelost. Zo was er de keuze van de KNVB voor Beenhakker, terwijl de spelersgroep Cruijff wilde en het feit dat er weinig discipline heerste in en rond het team. In zijn memoires, getiteld "Nol", schreef assistent-trainer Nol de Ruiter in 2010 dat het WK 1990 verstoord werd door onder meer cabaretier Freek de Jonge die met zijn echtgenote in hetzelfde hotel verbleef als Oranje, bondsdokter Frits Kessel die "zich als een oud wijf gedroeg" en Gullit die "vrouwen uit Milaan liet overkomen". Over Bondscoach Beenhakker zei hij dan weer dat "hij meer bezig was met zijn eigen PR dan dat hij het voetbal analyseerde".

## Het wereldkampioenschap

### Groepsfase
Nederland behaalde in alle groepswedstrijden een gelijkspel (1-1 tegen Egypte, 0-0 tegen Engeland en 1-1 tegen Ierland).
Tijdens de wedstrijd tegen Engeland werden twee goals van Engeland afgekeurd, waardoor Oranje in de race bleef voor de volgende ronde. Door een 1-1 tegen Ierland eindigden beide landen precies gelijk. Ierland won de aansluitende loting en werd tweede. Nederland ging als een van de beste nummers drie door en kwam in de achtste finale Duitsland tegen.
De nummers één, twee en de beste nummers drie gingen door.
| Land      | Wed | Win | Gel | Ver | DV | DT | +/− | Pnt |
| --------- | --- | --- | --- | --- | -- | -- | --- | --- |
| Engeland  | 3   | 1   | 2   | 0   | 2  | 1  | 1   | 4   |
| Ierland   | 3   | 0   | 3   | 0   | 2  | 2  | 0   | 3   |
| Nederland | 3   | 0   | 3   | 0   | 2  | 2  | 0   | 3   |
| Egypte    | 3   | 0   | 2   | 1   | 1  | 2  | -1  | 2   |

### 1/8 finale
Tegen West-Duitsland haalde Frank Rijkaard in de 23ste minuut Rudi Völler onderuit, wat hem geel kostte en een schorsing. Völler gaf commentaar en kreeg ook geel. Völler moest later met zijn tweede geel van het veld af toen hij over Van Breukelen sprong. Rijkaard bespuugde Völler, waarop hij ook rood kreeg.
In de 2de helft kwam er een goal van Jürgen Klinsmann. Aron Winter probeerde te verdedigen en Buchwald passte de bal naar het doel. Klinsmann stond voor de tegenstander en schoot in de korte hoek: 1-0 voor West-Duitsland.
In de 85ste minuut kreeg Duitsland een hoekschop. Deze kwam bij Buchwald terecht en de passte hem richting Andreas Brehme. Brehme schoot hem met een boogje het doel in. Deze bal had Hans van Breukelen makkelijk tegen kunnen houden.
Nederland kreeg nog een strafschop en deze werd door Ronald Koeman benut, maar de winst was voor Duitsland.

## Selectie en technische staf
| Nr. | Naam               | Geboortedatum | GW |   |   |   |   |   |   | Club         | Positie(s) |
| --- | ------------------ | ------------- | -- | - | - | - | - | - | - | ------------ | ---------- |
| 1   | Hans van Breukelen | 04-10-1956    | 4  | 0 | 0 | 0 | 0 | 0 | 0 | PSV          | GK         |
| 2   | Berry van Aerle    | 08-12-1962    | 4  | 0 | 0 | 0 | 0 | 0 | 1 | PSV          | RB, DM     |
| 3   | Frank Rijkaard     | 30-09-1962    | 4  | 0 | 1 | 1 | 0 | 0 | 0 | AC Milan     | CB, CM     |
| 4   | Ronald Koeman      | 21-03-1963    | 4  | 1 | 0 | 0 | 0 | 0 | 0 | FC Barcelona | CB         |
| 5   | Adri van Tiggelen  | 16-06-1957    | 4  | 0 | 0 | 0 | 0 | 0 | 0 | Anderlecht   | CB, LB     |
| 6   | Jan Wouters        | 17-07-1960    | 4  | 0 | 1 | 0 | 0 | 0 | 0 | Ajax         | DM         |
| 7   | Erwin Koeman       | 20-09-1961    | 1  | 0 | 0 | 0 | 0 | 0 | 1 | KV Mechelen  | LM         |
| 8   | Gerald Vanenburg   | 05-03-1964    | 1  | 0 | 0 | 0 | 0 | 0 | 1 | PSV          | RW, RM     |
| 9   | Marco van Basten   | 31-10-1964    | 4  | 0 | 1 | 0 | 0 | 0 | 0 | AC Milan     | CF, RW     |
| 10  | Ruud Gullit        | 01-09-1962    | 4  | 1 | 0 | 0 | 0 | 0 | 0 | AC Milan     | LW, AM, CF |
| 11  | Richard Witschge   | 20-09-1969    | 4  | 0 | 0 | 0 | 0 | 1 | 2 | Ajax         | LM, CM     |
| 12  | Wim Kieft          | 12-11-1962    | 4  | 1 | 1 | 0 | 0 | 3 | 1 | PSV          | CF         |
| 13  | Graeme Rutjes      | 26-03-1960    | 1  | 0 | 0 | 0 | 0 | 0 | 0 | KV Mechelen  | CB         |
| 14  | John van 't Schip  | 30-12-1963    | 2  | 0 | 0 | 0 | 0 | 0 | 1 | Ajax         | RW         |
| 15  | Bryan Roy          | 12-02-1970    | 0  | 0 | 0 | 0 | 0 | 0 | 0 | Ajax         | LW         |
| 16  | Joop Hiele         | 25-12-1958    | 0  | 0 | 0 | 0 | 0 | 0 | 0 | Feyenoord    | GK         |
| 17  | Hans Gillhaus      | 05-11-1963    | 3  | 0 | 0 | 0 | 0 | 1 | 0 | Aberdeen     | LW, CF     |
| 18  | Henk Fraser        | 07-07-1966    | 1  | 0 | 0 | 0 | 0 | 1 | 0 | Roda JC      | CB         |
| 19  | John van Loen      | 04-02-1965    | 1  | 0 | 0 | 0 | 0 | 1 | 0 | Roda JC      | CF         |
| 20  | Aron Winter        | 01-03-1967    | 1  | 0 | 0 | 0 | 0 | 0 | 0 | Ajax         | CM, RM     |
| 21  | Danny Blind        | 01-08-1961    | 0  | 0 | 0 | 0 | 0 | 0 | 0 | Ajax         | CB, RB     |
| 22  | Stanley Menzo      | 15-10-1963    | 0  | 0 | 0 | 0 | 0 | 0 | 0 | Ajax         | GK         |

| Naam            | Functie        |
| --------------- | -------------- |
| Technische staf |                |
| Leo Beenhakker  | Bondscoach     |
| Nol de Ruiter   | Assistent      |
| Medische staf   |                |
| Frits Kessel    | Teamarts       |
| Rob Ouderland   | Fysiotherapeut |

## Wedstrijden

### Groepsfase
|                          |           |         |                       |                                                                                                  |
| 12 juni 1990 21:00 UTC+1 | Nederland | 1 – 1   | Egypte                | Stadio La Favorita, Palermo Toeschouwers: 33.421 Scheidsrechter: Emilio Soriano Aladrén (Spanje) |
| 12 juni 1990 21:00 UTC+1 | Kieft 58' | Verslag | 83' (pen.) Abdelghani | Stadio La Favorita, Palermo Toeschouwers: 33.421 Scheidsrechter: Emilio Soriano Aladrén (Spanje) |

| Nederland | Egypte |

| Nederland:     |    |                    |         |
|                |    |                    |         |
| GK             | 1  | Hans van Breukelen |         |
| RB             | 2  | Berry van Aerle    |         |
| CB             | 13 | Graeme Rutjes      |         |
| CB             | 4  | Ronald Koeman      |         |
| LB             | 5  | Adri van Tiggelen  |         |
| CM             | 3  | Frank Rijkaard     |         |
| CM             | 6  | Jan Wouters        |         |
| CM             | 7  | Erwin Koeman       | 69'     |
| RW             | 8  | Gerald Vanenburg   | 46'     |
| CF             | 9  | Marco van Basten   |         |
| LW             | 10 | Ruud Gullit        |         |
| Wisselspelers: |    |                    |         |
| FW             | 12 | Wim Kieft          | 46' 58' |
| MF             | 11 | Richard Witschge   | 69'     |
| Coach:         |    |                    |         |
| Leo Beenhakker |    |                    |         |

| Egypte:           |    |                  |         |
|                   |    |                  |         |
| GK                | 1  | Ahmed Shobair    |         |
| RWB               | 2  | Ibrahim Hassan   |         |
| CB                | 5  | Hesham Yakan     |         |
| CB                | 4  | Hany Ramzy       |         |
| CB                | 3  | Rabie Yassin     |         |
| LWB               | 13 | Ahmed Ramzy      | 55' 69' |
| CM                | 7  | Ismail Youssef   |         |
| CM                | 8  | Magdi Abdelghani |         |
| AM                | 20 | Ahmed El-Kass    |         |
| CF                | 9  | Hossam Hassan    |         |
| CF                | 10 | Gamal Abdelhamid | 69'     |
| Wisselspelers:    |    |                  |         |
| MF                | 16 | Magdy Tolba      | 69'     |
| FW                | 19 | Adel Abdelrahman | 69'     |
| Coach:            |    |                  |         |
| Mahmoud El-Gohary |    |                  |         |

|                          |          |       |           |                                                                                              |
| 16 juni 1990 21:00 UTC+1 | Engeland | 0 – 0 | Nederland | Stadio Sant'Elia, Cagliari Toeschouwers: 35.267 Scheidsrechter: Zoran Petrović (Joegoslavië) |
| 16 juni 1990 21:00 UTC+1 | Verslag  |       |           | Stadio Sant'Elia, Cagliari Toeschouwers: 35.267 Scheidsrechter: Zoran Petrović (Joegoslavië) |

| Engeland | Nederland |

| Engeland:    |    |                |     |
|              |    |                |     |
| GK           | 1  | Peter Shilton  |     |
| RWB          | 12 | Paul Parker    |     |
| CB           | 6  | Terry Butcher  |     |
| CB           | 14 | Mark Wright    |     |
| CB           | 5  | Des Walker     |     |
| LWB          | 3  | Stuart Pearce  |     |
| RM           | 11 | John Barnes    |     |
| CM           | 7  | Bryan Robson   | 64' |
| CM           | 19 | Paul Gascoigne |     |
| LM           | 8  | Chris Waddle   | 58' |
| CF           | 10 | Gary Lineker   |     |
| Invallers:   |    |                |     |
| MF           | 17 | David Platt    | 64' |
| FW           | 21 | Steve Bull     | 58' |
| Coach:       |    |                |     |
| Bobby Robson |    |                |     |

| Nederland:     |    |                    |     |
|                |    |                    |     |
| GK             | 1  | Hans van Breukelen |     |
| RB             | 2  | Berry van Aerle    |     |
| CB             | 3  | Frank Rijkaard     |     |
| CB             | 4  | Ronald Koeman      |     |
| LB             | 5  | Adri van Tiggelen  |     |
| CM             | 10 | Ruud Gullit        |     |
| CM             | 6  | Jan Wouters        |     |
| CM             | 11 | Richard Witschge   |     |
| RW             | 14 | John van 't Schip  | 74' |
| CF             | 9  | Marco van Basten   |     |
| LW             | 17 | Hans Gillhaus      |     |
| Wisselspelers: |    |                    |     |
| FW             | 12 | Wim Kieft          | 74' |
| Coach:         |    |                    |     |
| Leo Beenhakker |    |                    |     |

|                          |           |         |            |                                                                                             |
| 21 juni 1990 21:00 UTC+1 | Ierland   | 1 – 1   | Nederland  | Stadio La Favorita, Palermo Toeschouwers: 33.288 Scheidsrechter: Michel Vautrot (Frankrijk) |
| 21 juni 1990 21:00 UTC+1 | Quinn 71' | Verslag | 10' Gullit | Stadio La Favorita, Palermo Toeschouwers: 33.288 Scheidsrechter: Michel Vautrot (Frankrijk) |

| Ierland | Nederland |

| Ierland:       |    |                |     |
|                |    |                |     |
| GK             | 1  | Packie Bonner  |     |
| RB             | 2  | Chris Morris   |     |
| CB             | 4  | Mick McCarthy  |     |
| CB             | 5  | Kevin Moran    |     |
| LB             | 3  | Steve Staunton |     |
| RM             | 8  | Ray Houghton   |     |
| CM             | 7  | Paul McGrath   |     |
| CM             | 13 | Andy Townsend  |     |
| LM             | 11 | Kevin Sheedy   | 62' |
| CF             | 9  | John Aldridge  | 62' |
| CF             | 17 | Niall Quinn    |     |
| Wisselspelers: |    |                |     |
| MF             | 6  | Ronnie Whelan  | 62' |
| FW             | 10 | Tony Cascarino | 62' |
| Coach:         |    |                |     |
| Jack Charlton  |    |                |     |

| Nederland:     |    |                    |     |
|                |    |                    |     |
| GK             | 1  | Hans van Breukelen |     |
| RB             | 2  | Berry van Aerle    |     |
| CB             | 3  | Frank Rijkaard     | 43' |
| CB             | 4  | Ronald Koeman      |     |
| LB             | 5  | Adri van Tiggelen  |     |
| CM             | 10 | Ruud Gullit        |     |
| CM             | 6  | Jan Wouters        |     |
| CM             | 11 | Richard Witschge   | 69' |
| RW             | 9  | Marco van Basten   |     |
| CF             | 12 | Wim Kieft          | 46' |
| LW             | 17 | Hans Gillhaus      |     |
| Wisselspelers: |    |                    |     |
| FW             | 19 | John van Loen      | 46' |
| DF             | 18 | Henk Fraser        | 69' |
| Coach:         |    |                    |     |
| Leo Beenhakker |    |                    |     |

### 1/8 finale
|                          |                          |         |                      | |
| 24 juni 1990 21:00 UTC+1 | West-Duitsland           | 2 – 1   | Nederland            | Stadio Giuseppe Meazza, Milaan Toeschouwers: 74.559 Scheidsrechter: Juan Carlos Loustau (Argentinië) |
| 24 juni 1990 21:00 UTC+1 | Klinsmann 51' Brehme 82' | Verslag | 89' (pen.) R. Koeman | Stadio Giuseppe Meazza, Milaan Toeschouwers: 74.559 Scheidsrechter: Juan Carlos Loustau (Argentinië) |

| West-Duitsland | Nederland |

| West-Duitsland:   |    |                   |         |
|                   |    |                   |         |
| GK                | 1  | Bodo Illgner      |         |
| RWB               | 14 | Thomas Berthold   |         |
| CB                | 2  | Stefan Reuter     |         |
| CB                | 5  | Klaus Augenthaler |         |
| CB                | 4  | Jürgen Kohler     |         |
| LWB               | 3  | Andreas Brehme    |         |
| CM                | 7  | Pierre Littbarski |         |
| CM                | 10 | Lothar Matthäus   | 77'     |
| CM                | 6  | Guido Buchwald    |         |
| CF                | 9  | Rudi Völler       | 21' 22' |
| CF                | 18 | Jürgen Klinsmann  | 77'     |
| Wisselspelers:    |    |                   |         |
| FW                | 13 | Karl-Heinz Riedle | 77'     |
| Coach:            |    |                   |         |
| Franz Beckenbauer |    |                   |         |

| Nederland:     |    |                    |         |
|                |    |                    |         |
| GK             | 1  | Hans van Breukelen |         |
| RB             | 2  | Berry van Aerle    | 66'     |
| CB             | 3  | Frank Rijkaard     | 21' 22' |
| CB             | 4  | Ronald Koeman      |         |
| LB             | 5  | Adri van Tiggelen  |         |
| CM             | 20 | Aron Winter        |         |
| CM             | 6  | Jan Wouters        | 32'     |
| CM             | 11 | Richard Witschge   | 78'     |
| RW             | 14 | John van 't Schip  |         |
| CF             | 9  | Marco van Basten   | 72'     |
| LW             | 10 | Ruud Gullit        |         |
| Wisselspelers: |    |                    |         |
| FW             | 12 | Wim Kieft          | 66'     |
| FW             | 17 | Hans Gillhaus      | 78'     |
| Coach:         |    |                    |         |
| Leo Beenhakker |    |                    |         |

## Afbeeldingen

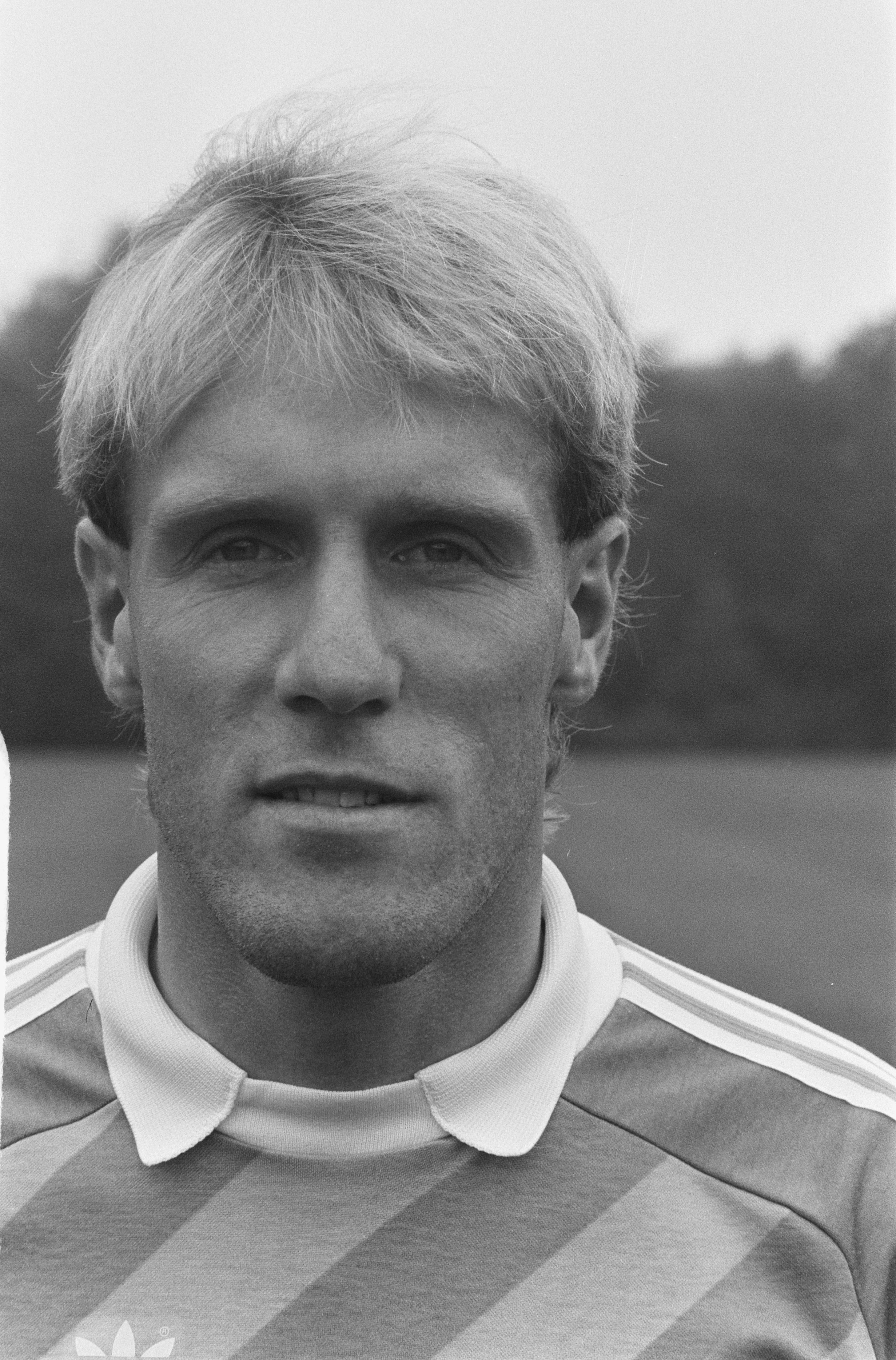
Hans van Breukelen (doelman)
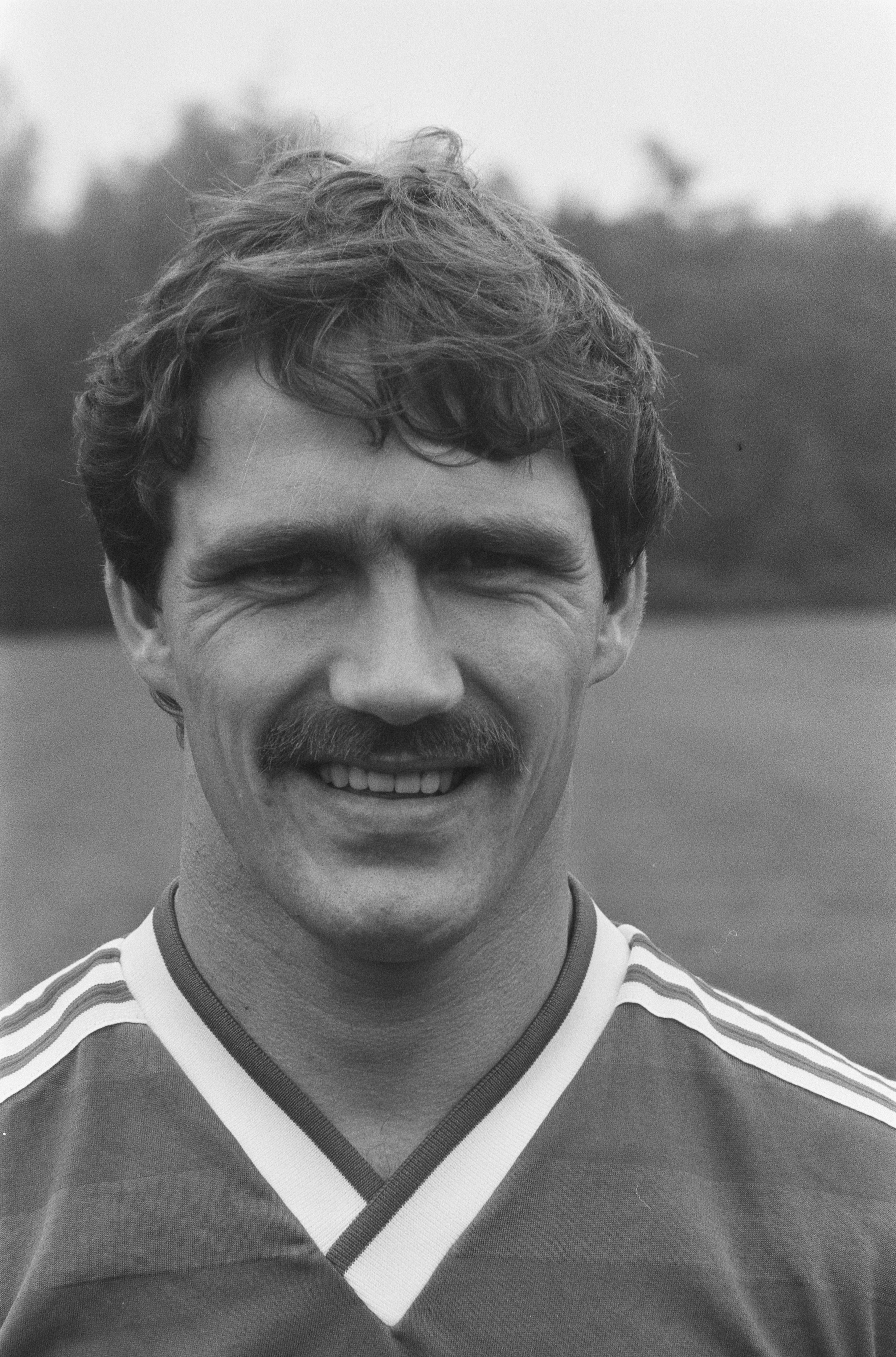
Berry van Aerle (verdediger)
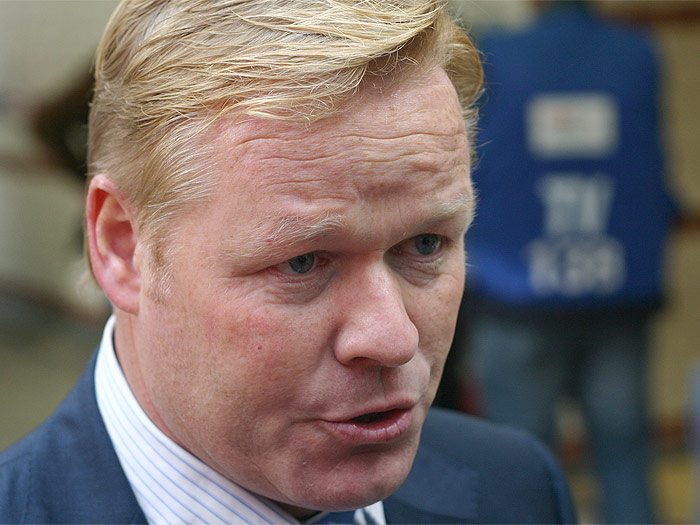
Ronald Koeman (verdediger)
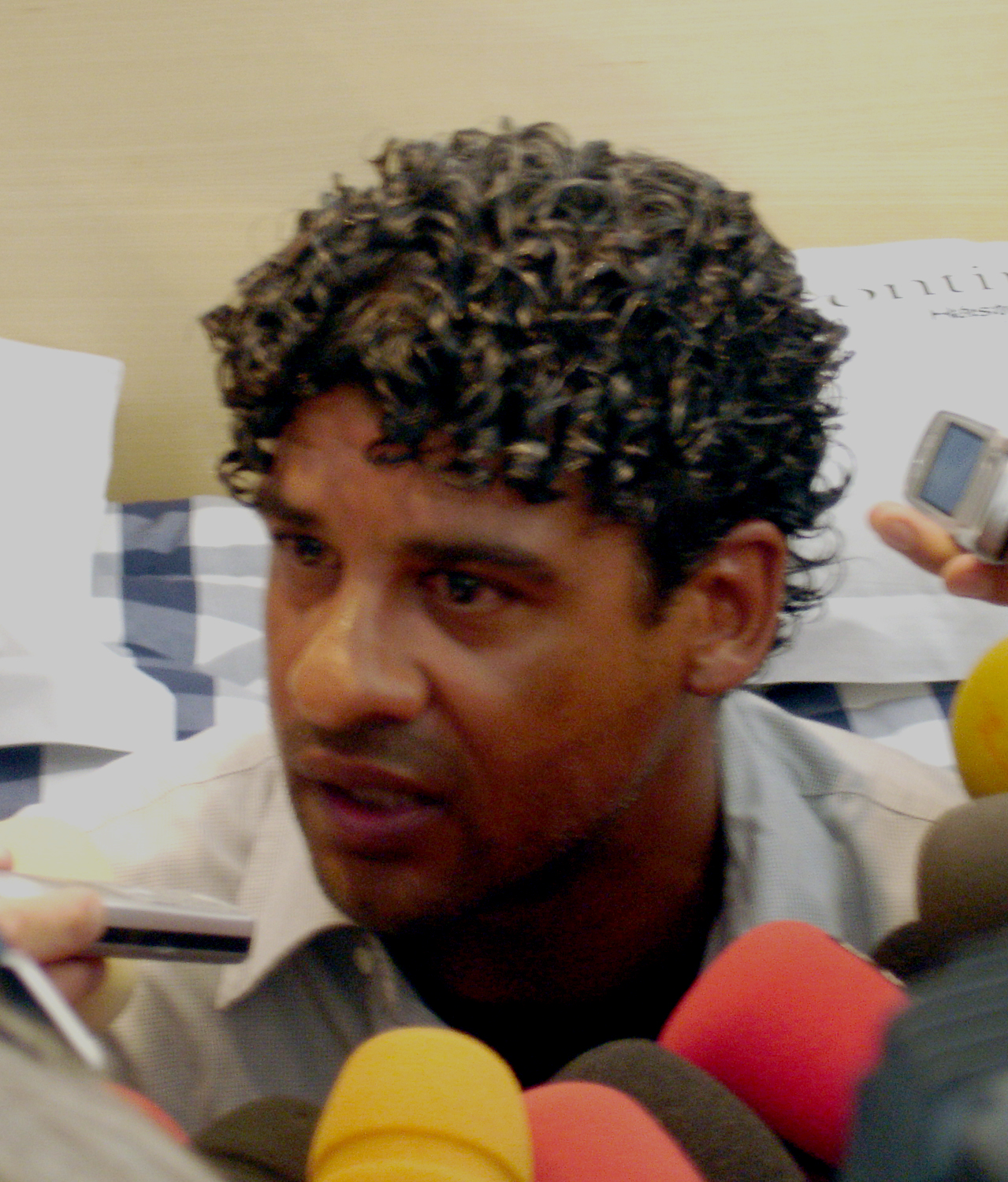
Frank Rijkaard (verdediger)
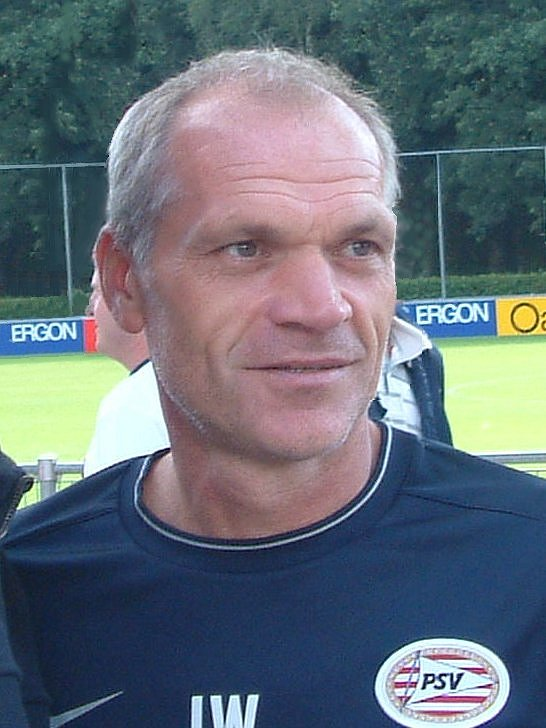
Jan Wouters (middenvelder)
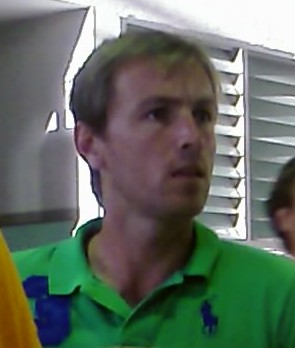
Richard Witschge (middenvelder)
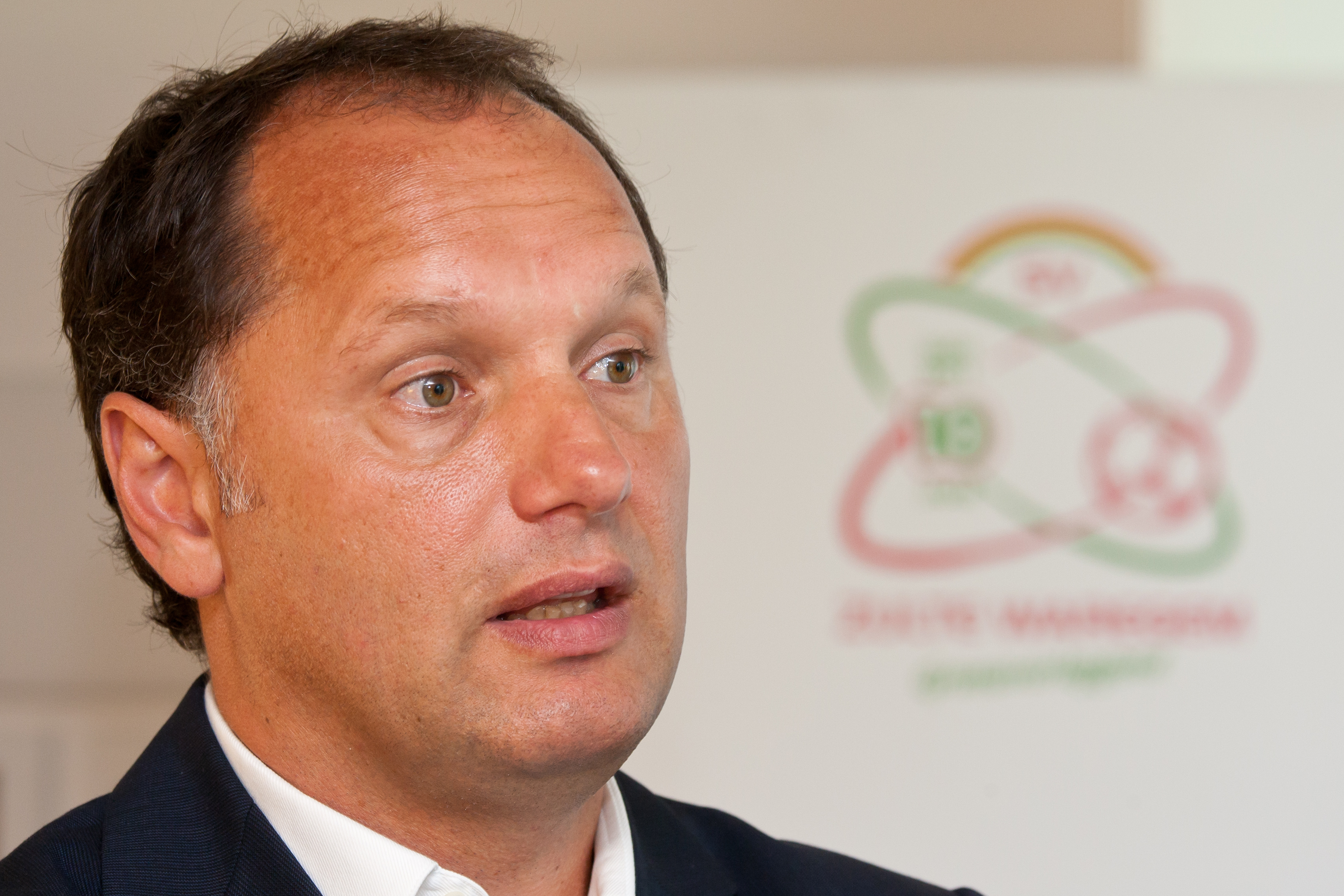
Hans Gillhaus (aanvaller)
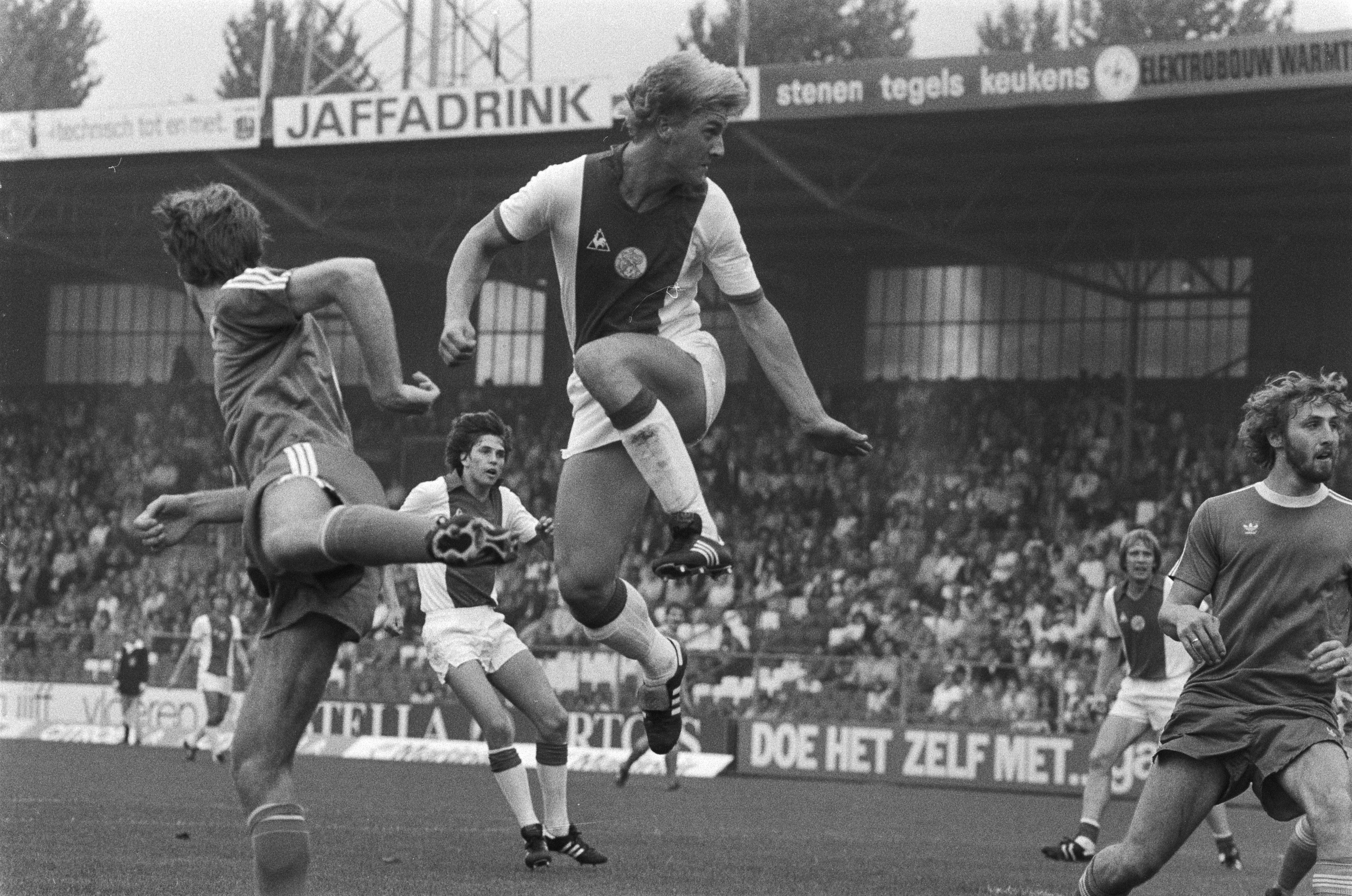
Wim Kieft (aanvaller)
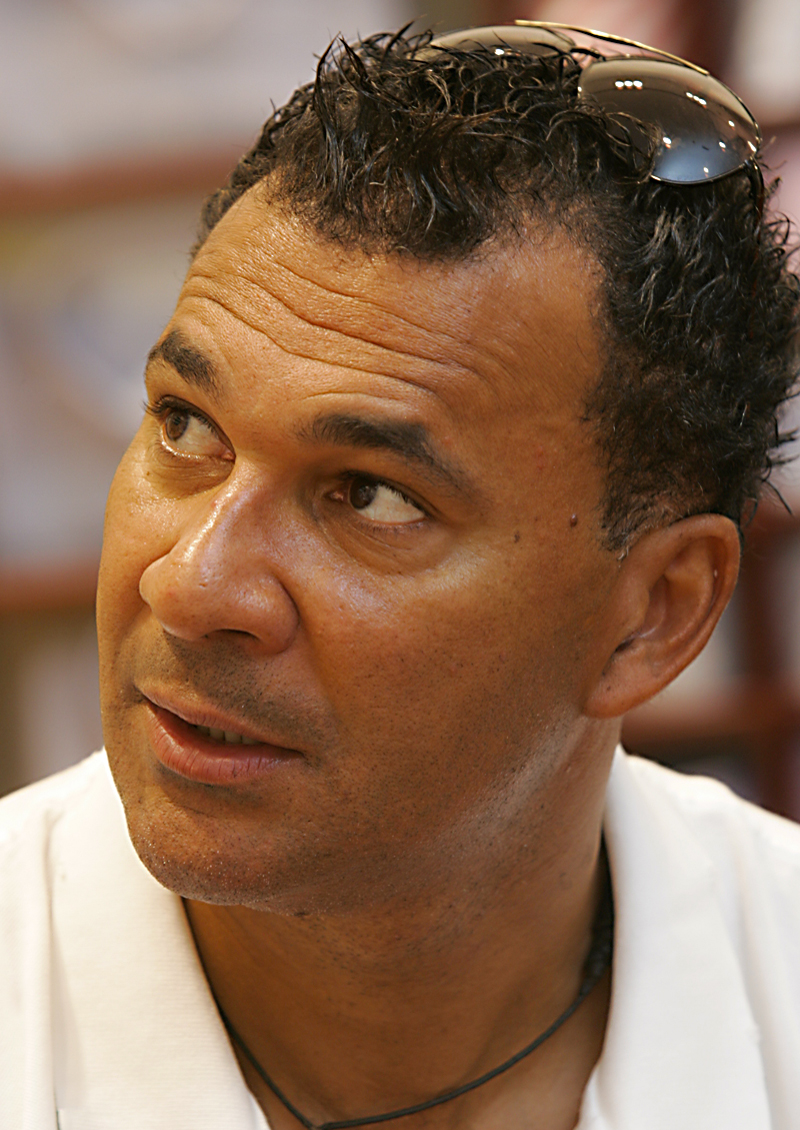
Ruud Gullit (aanvaller)
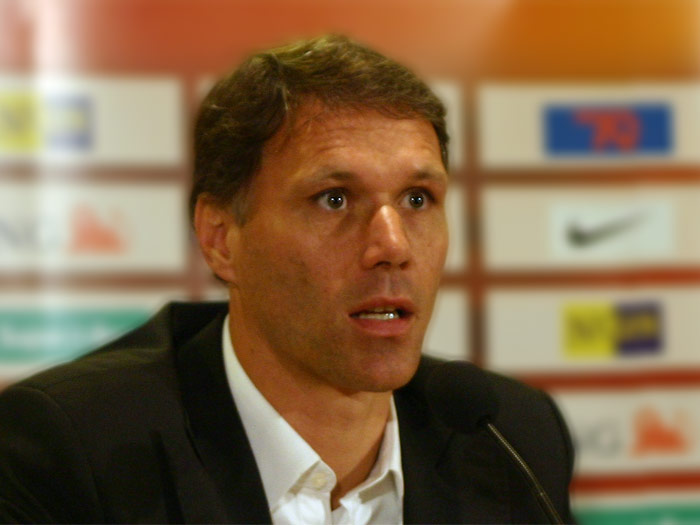
Marco van Basten (aanvaller)

KNVB ·
A-internationals ·
Bondscoaches (m) ·
Topscorers ·
Nederlands vrouwenelftal ·
Bondscoaches (v) ·
Nederland B ·
Olympisch elftal ·
Jong Oranje ·
Nederland –20 ·
Nederland –19 ·
Nederland –18 ·
Nederland –17 ·
Nederland –16 ·
Nederland –15 ·
Nederlands amateurelftal ·
Nederlands zaterdagelftal ·
Jong OranjeLeeuwinnen ·
Vrouwen –20 ·
Vrouwen –19 ·
Vrouwen –18 ·
Vrouwen –17 ·
Vrouwen –16 ·
Vrouwen –15 ·
Militair mannenelftal ·
Militair vrouwenelftal ·
Strandteam ·
Vrouwen Strandteam ·
Futsalteam ·
Vrouwen Futsalteam

EK-wedstrijden ·
WK-wedstrijden ·
Resultaten kwalificaties en eindronden ·
Nederland B-wedstrijden ·
Officieuze wedstrijden ·
EK-wedstrijden vrouwen ·
WK-wedstrijden vrouwen ·
Resultaten vrouwen kwalificaties en eindronden
1905 – 1919 ·
1920 – 1929 ·
1930 – 1939 ·
1940 – 1949 ·
1950 – 1959 ·
1960 – 1969 ·
1970 – 1979 ·
1980 – 1989 ·
1990 – 1999 ·
2000 – 2009 ·
2010 – 2019 ·
2020 – 2029
2015 ·
2016 ·
2017 ·
2018 ·
2019 ·
2020 ·
2021 · 
2022
EK's: 1976 · 
1980 · 
1988 · 
1992 · 
1996 · 
2000 · 
2004 · 
2008 · 
2012 · 
2020 · 
2024
WK's: 1934 · 
1938 · 
1974 · 
1978 · 
1990 · 
1994 · 
1998 · 
2006 · 
2010 · 
2014 · 
2022
OS: 1908 ·
1912 ·
1920 ·
1924 ·
1928 ·
1948 ·
1952 ·
2008
Albanië ·
Andorra ·
Argentinië ·
Armenië ·
Australië ·
België ·
Bosnië en Herzegovina ·
Brazilië ·
Bulgarije ·
Canada ·
Chili ·
China ·
Colombia ·
Costa Rica ·
Curaçao ·
Cyprus ·
DDR ·
Denemarken ·
Duitsland ·
Ecuador ·
Egypte ·
Engeland ·
Estland ·
Faeröer ·
Finland ·
Frankrijk ·
GOS · 
Georgië ·
Ghana ·
Gibraltar ·
Griekenland ·
Hongarije ·
Ierland ·
IJsland ·
Indonesië ·
Iran ·
Israël ·
Italië ·
Ivoorkust ·
Japan ·
Joegoslavië ·
Kameroen ·
Kazachstan ·
Kroatië ·
Letland ·
Liechtenstein ·
Luxemburg ·
Malta ·
Marokko ·
Mexico ·
Moldavië ·
Montenegro ·
Nederlandse Antillen ·
Nigeria ·
Noord-Ierland ·
Noord-Macedonië ·
Noorwegen ·
Oekraïne ·
Oostenrijk ·
Paraguay ·
Peru ·
Polen ·
Portugal ·
Qatar ·
Roemenië ·
Rusland ·
Saarland ·
San Marino ·
Saoedi-Arabië ·
Schotland ·
Senegal ·
Servië en Montenegro ·
Slovenië ·
Slowakije ·
Sovjet-Unie ·
Spanje ·
Suriname ·
Thailand ·
Tsjechië ·
Tsjecho-Slowakije ·
Tunesië ·
Turkije ·
Uruguay ·
Verenigd Koninkrijk ·
Verenigde Staten ·
Wales ·
Wit-Rusland ·
Zuid-Afrika ·
Zuid-Korea ·
Zweden ·
Zwitserland
Argentinië (1978) ·
Argentinië (2006) ·
Argentinië (2014) ·
Argentinië (2022) ·
Australië (2014) ·
Brazilië (2014) ·
Chili (2014) · 
Costa Rica (2014) ·
Denemarken (2010) ·
Denemarken (2012) ·
Duitsland (2012) · 
Ecuador (2022) · 
Frankrijk (2008) ·
Italië (2008) ·
Ivoorkust (2006) ·
Japan (2010) ·
Kameroen (2010) ·
Mexico (2014) · 
Noord-Macedonië (2021) · 
Oekraïne (2021) · 
Oostenrijk (2021) · 
Portugal (2006) ·
Portugal (2012) ·
Portugal (2019) ·
Qatar (2022) ·
Roemenië (2008) ·
Rusland (2008) ·
San Marino (2011) ·
Senegal (2022) ·
Servië en Montenegro (2006) ·
Sovjet-Unie (1988) ·
Spanje (2010) ·
Spanje (2014) ·
Tsjechië (2021) · 
Uruguay (2010) ·
Verenigde Staten (2022) · 
West-Duitsland (1974)